# Championnat du Cambodge de football 2021
Navigation
Édition précédente Édition suivante
La saison 2021 du Championnat du Cambodge de football est la trente-septième édition du championnat national de première division au Cambodge. Les treize meilleurs clubs du pays sont regroupés au sein d'une poule unique et s'affrontent deux fois au cours de la compétition, à domicile et à l'extérieur.
Boeung Ket Angkor est le tenant du titre.

## Les clubs participants
Les 13 clubs participants sont les suivants :
- Electricité du Cambodge FC
- Boeung Ket Angkor
- Soltilo Angkor FC
- Nagaworld FC
- Asia Euro United
- Royal Cambodian Armed Forces
- National Police Commissary
- Phnom Penh Crown
- Preah Khan Reach FC
- Cambodian Tiger FC
- Kirivong Sok Sen Chey FC
- Visakha FC
- Prey Veng FC - promu de D2

## Compétition
En raison de la pandémie de Covid-19, la compétition est arrêtée après la 5e journée en avril, elle reprend le 3 juillet avec un changement de format. Après les matchs allers le championnat est scindé en deux, les huit premiers disputant la poule championnat et les cinq derniers la poule relégation, les clubs emportent les points acquis lors de la première phase.

### Phase régulière
Le classement est établi sur le barème de points classique (victoire à 3 points, match nul à 1, défaite à 0). Pour départager les égalités, on tient d'abord compte de la différence de buts générale, puis du nombre de buts marqués, puis des confrontations directes.
| Rang | Équipe                       | Pts | J  | G | N | P | Bp | Bc | Diff |
| ---- | ---------------------------- | --- | -- | - | - | - | -- | -- | ---- |
| 1    | Visakha FC                   | 28  | 12 | 8 | 4 | 0 | 44 | 13 | +31  |
| 2    | Phnom Penh Crown             | 28  | 12 | 8 | 4 | 0 | 42 | 13 | +29  |
| 3    | Preah Khan Reach FC          | 25  | 12 | 8 | 1 | 3 | 38 | 19 | +19  |
| 4    | Nagaworld FC                 | 25  | 12 | 7 | 4 | 1 | 33 | 21 | +12  |
| 5    | Boeung Ket Angkor T          | 24  | 12 | 8 | 0 | 4 | 20 | 12 | +8   |
| 6    | Cambodian Tiger FC           | 21  | 12 | 6 | 3 | 3 | 17 | 14 | +3   |
| 7    | Royal Cambodian Armed Forces | 19  | 12 | 5 | 4 | 3 | 19 | 14 | +5   |
| 8    | Kirivong Sok Sen Chey FC     | 13  | 12 | 4 | 1 | 7 | 15 | 23 | -8   |
| 9    | Asia Euro United             | 13  | 12 | 4 | 1 | 7 | 24 | 38 | -14  |
| 10   | Electricité du Cambodge FC   | 7   | 12 | 2 | 1 | 9 | 7  | 38 | -31  |
| 11   | Prey Veng FC P               | 6   | 12 | 1 | 3 | 8 | 18 | 26 | -8   |
| 12   | Soltilo Angkor FC            | 5   | 12 | 1 | 2 | 9 | 9  | 35 | -26  |
| 13   | National Police Commissary   | 4   | 12 | 0 | 4 | 8 | 9  | 27 | -18  |

|  | Qualification pour la poule championnat                                                  |
|  | T : Tenant du titre C : Vainqueur de la Coupe du Cambodge P : Promu de deuxième division |

### Poule championnat
| Rang | Équipe                       | Pts | J  | G  | N | P  | Bp | Bc | Diff |
| ---- | ---------------------------- | --- | -- | -- | - | -- | -- | -- | ---- |
| 1    | Phnom Penh Crown             | 44  | 19 | 13 | 5 | 1  | 54 | 18 | +36  |
| 2    | Preah Khan Reach FC          | 42  | 19 | 13 | 3 | 3  | 58 | 26 | +32  |
| 3    | Visakha FC C                 | 40  | 19 | 11 | 7 | 1  | 56 | 19 | +37  |
| 4    | Nagaworld FC                 | 37  | 19 | 11 | 4 | 4  | 52 | 34 | +18  |
| 5    | Boeung Ket Angkor T          | 35  | 19 | 11 | 2 | 6  | 30 | 22 | +8   |
| 6    | Cambodian Tiger FC           | 28  | 19 | 8  | 4 | 7  | 31 | 31 | 0    |
| 7    | Royal Cambodian Armed Forces | 23  | 19 | 6  | 5 | 8  | 25 | 27 | -2   |
| 8    | Kirivong Sok Sen Chey FC     | 13  | 19 | 4  | 1 | 14 | 22 | 54 | -32  |

|  | Qualification pour la Coupe de l'AFC 2022                                                |
|  | T : Tenant du titre C : Vainqueur de la Coupe du Cambodge P : Promu de deuxième division |

### Poule relégation
| Rang | Équipe                     | Pts | J  | G | N | P  | Bp | Bc | Diff |
| ---- | -------------------------- | --- | -- | - | - | -- | -- | -- | ---- |
| 1    | National Police Commissary | 14  | 16 | 3 | 5 | 8  | 18 | 32 | -14  |
| 2    | Asia Euro United           | 14  | 16 | 4 | 2 | 10 | 30 | 49 | -19  |
| 3    | Electricité du Cambodge FC | 13  | 16 | 3 | 4 | 9  | 14 | 44 | -30  |
| 4    | Prey Veng FC P             | 11  | 16 | 2 | 5 | 9  | 23 | 30 | -7   |
| 5    | Soltilo Angkor FC          | 8   | 16 | 1 | 5 | 10 | 12 | 39 | -27  |

|  | Relégation en deuxième division                                      |
|  | C : Vainqueur de la Coupe du Cambodge P : Promu de deuxième division |

## Bilan de la saison
| Championnat du Cambodge de football 2021                             |                             |
| Champion                                                             | Phnom Penh Crown (6e titre) |
| Coupes et trophées                                                   |                             |
| Vainqueur de la Coupe du Cambodge 2021                               | Visakha FC                  |
| Qualifications continentales                                         |                             |
| Coupe de l'AFC 2022                                                  | Phnom Penh Crown            |
| Coupe de l'AFC 2022                                                  | Visakha FC                  |
| Promotions et relégations                                            |                             |
| Promus en Championnat du Cambodge de football                        |                             |
| Relégués en Championnat du Cambodge de football de deuxième division | Soltilo Angkor FC           |